# فرانكافيلا فونتانا
فرانكافيلا فونتانا (بالإيطالية: Francavilla Fontana)‏ ، مدينة إيطالية في مقاطعة برينديزي ضمن إقليم بوليا . عدد سكانها حوالي 37.000 نسمة.

## السكان
في سنة 1861 بلغ عدد السكان 15٬844 نسمة، وتطور العدد ليصل في سنة 2011 لـ 36٬955 نسمة.
يظهر هذا المخطط البياني تطور النمو السكاني لـ فرانكافيلا فونتانا

## أعلام
- جياكومو ليون